# Epímer
En química, els epímers són diastereòmers que es diferencien en la configuració d'un únic centre estereogènic. Els epímers tenen una especial importància en la química dels carbohidrats. Per exemple, la D-glucosa i la D-manosa són epímers en C2, ja que només es diferencien en la configuració del segon àtom de carboni.
| D-glucosa | D-manosa |
| D-glucosa | D-manosa |

Un cas especial d'epímer és el que resulta de la ciclació d'un carbohidrat. En aquest cas, si l'epímer es troba en el carboni que conté la funció hemiacetal, s'anomena anòmer.